# Victor Moses
Victor Moses (* 12. Dezember 1990 in Kaduna) ist ein nigerianisch-englischer Fußballspieler, der beim russischen Verein Spartak Moskau als Flügelspieler auf beiden Seiten spielt. Im Laufe seiner Karriere wurde er auch als Außenverteidiger eingesetzt.
Moses begann seine Karriere in der EFL Championship bei Crystal Palace, bevor seine Leistungen die Aufmerksamkeit von Wigan Athletic erregten, wo er 2010 sein Debüt in der Premier League gab. Nach zwei Jahren hatte sich sein Spiel so weit verbessert, dass sich der europäische Meister FC Chelsea für ihn interessierte, der ihn im Sommer 2012 verpflichtete. Trotz zehn Toren in allen Wettbewerben in seiner ersten Saison verbrachte er seine zweite Saison auf Leihbasis beim FC Liverpool, seine dritte auf Leihbasis bei Stoke City und seine vierte auf Leihbasis bei West Ham United. In der Saison 2016/17 wurde Moses zum FC Chelsea zurückbeordert, wo er beim Gewinn der Premier League in 34 Spielen zum Einsatz kam. Nachdem er in der nächsten Saison nicht überzeugen konnte, wechselte er in den folgenden Spielzeiten auf Leihbasis zu Fenerbahçe Istanbul, Inter Mailand und Spartak Moskau.
Der in Nigeria geborene Moses spielte in den Jugendmannschaften Englands (U16, U17, U19 und U21), entschied sich jedoch für die nigerianische und nicht für die englische Nationalmannschaft. Er gab 2012 sein Debüt für die nigerianische A-Nationalmannschaft und absolvierte 38 Länderspiele, in denen er 12 Tore erzielte, bevor er sich 2018 aus der Nationalmannschaft zurückzog. Er spielte in Nigerias Siegerteam beim Afrika-Cup 2013 sowie bei der Fußball-Weltmeisterschaft 2014 und 2018.

## Kindheit
Victor Moses wurde in Lagos geboren und wuchs als Sohn eines christlichen Pastors und einer Missionarin in Kaduna auf. Als er 11 Jahre alt war, wurden seine Eltern bei religiösen Unruhen in Kaduna getötet, als Unruhestifter in ihr Haus eindrangen. Zu dieser Zeit spielte Moses auf der Straße Fußball. Nachdem er eine Woche später von Freunden versteckt worden war, bezahlte sein Onkel eine Reise ins Vereinigte Königreich, um dort Asyl zu beantragen. Im Süden Londons wurde er bei einer Pflegefamilie untergebracht. Er besuchte die Stanley Technical High School (heute Harris Academy South Norwood) in South Norwood. Als er in der lokalen Tandridge League für den Cosmos 90 FC spielte, wurde der Verein Crystal Palace auf ihn aufmerksam.

## Vereinskarriere

### Jugendkarriere
Crystal Palace bot Moses einen Platz in der Eagles Football Academy an, empfahl ihn aber an die kostenpflichtige Whitgift School in South Croydon, wo der ehemalige Arsenal- und Chelsea-Star Colin Pates die Schulmannschaft trainierte. Moses wurde erstmals im Alter von 14 Jahren bekannt, nachdem er 50 Tore für die U-14-Mannschaft von Crystal Palace erzielt hatte. In den drei Jahren, in denen er sowohl im Whitgift School Team als auch bei Crystal Palace spielte, erzielte er über 100 Tore und verhalf Whitgift zum Gewinn zahlreicher Schulpokale, darunter auch der National School Cup, bei dem Moses im Finale gegen das Healing Specialist Science College von Grimsby im Walkers Stadium in Leicester alle fünf Tore erzielte.

### Profikarriere

#### Crystal Palace

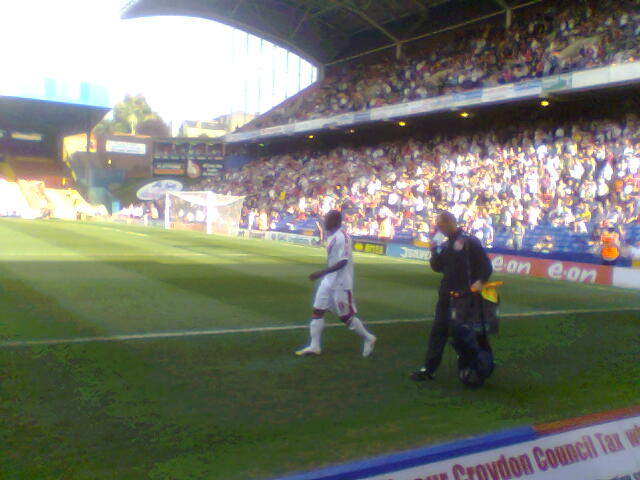
Moses als Spieler von Crystal Palace

Bereits mit 16 Jahren debütierte Victor Moses am 6. November 2007 in der ersten Mannschaft des Vereins Crystal Palace beim 1:1-Unentschieden gegen Cardiff City in der EFL Championship. Am 12. März 2008 erzielte er beim 1:1-Unentschieden gegen West Bromwich Albion sein erstes Tor in der ersten Mannschaft. Insgesamt kam Moses in der Saison 2007/08 16 Mal zum Einsatz und erreichte mit seinem Team die Championship-Playoffs, verlor aber gegen Bristol City verlor. Am Ende der Saison unterzeichnete er einen neuen Vertrag im Selhurst Park.
In der Saison 2008/09 erzielte Moses in 32 Spielen zwei Tore. Crystal Palace beendete die enttäuschende Saison auf dem 15. Platz. In der Saison 2009/10 erzielte Moses sechs Tore in acht Spielen, doch Crystal Palace bekam große finanzielle Probleme, woraufhin der Verein im Januar 2010 Insolvenz anmelden musste.

#### Wigan Athletic
Am 31. Januar 2010 wechselte Moses für 2,5 Millionen Pfund an den Verein Wigan Athletic in der Premier League, nachdem Crystal Palace unter Insolvenzverwaltung gestellt worden war. Sein Debüt gab er am 6. Februar 2010 als Einwechselspieler beim 1:1-Unentschieden gegen Sunderland. Am 20. März 2010 wurde Moses gegen Burnley eingewechselt und gab seinen ersten Assist für den Verein, als er Hugo Rodallega in der Nachspielzeit zum Siegtreffer verhalf. Sein erstes Tor für Wigan Athletic erzielte er am 3. Mai 2010 gegen Hull City.
Zu Beginn der Saison 2010/11 zog sich Moses zwei Verletzungen zu und hatte es aufgrund der großen Konkurrenz schwer, sich wieder in die erste Mannschaft zurückzukämpfen. Sein erstes Saisontor erzielte er am 13. November 2010 beim 1:0-Sieg gegen West Bromwich Albion.
Nach dem Weggang von Flügelspieler Charles N’Zogbia wurde Moses in der Saison 2011/12 zum Stammspieler bei Wigan Athletic. Am 10. Dezember 2011 erzielte er gegen West Bromwich Albion sein erstes Saisontor – sein erstes Tor seit dem Treffer gegen dieselbe Mannschaft in der Vorsaison.

#### FC Chelsea

##### Saison 2012/13
Am 23. August 2012 akzeptierte Wigan Athletic das bereits fünfte Angebot des FC Chelsea, bei dem die Preisvorstellung von Wigan Athletic erfüllt wurde. Der Spieler erhielt die Erlaubnis, mit FC Chelsea zu sprechen. Am 24. August gab der FC Chelsea bekannt, dass der Transfer von Moses abgeschlossen sei. Moses bestritt sein erstes Spiel für den FC Chelsea, als er am 15. September 2012 gegen den West-Londoner Rivalen Queens Park Rangers eingewechselt wurde.
Sein Debüt für den FC Chelsea gab Moses im Ligapokalspiel gegen die Wolverhampton Wanderers, wo er nach 71 Minuten sein erstes Tor erzielte. Das Spiel endete 6:0 für die FC Chelsea. Sein erstes Champions-League-Spiel bestritt Moses gegen den dänischen FC Nordsjælland. Am 31. Oktober wurde Moses im League Cup gegen Manchester United zum Man of the Match gewählt, das der FC Chelsea mit 5:4 gewann.
Am 3. November 2012 erzielte Moses sein erstes Premier-League-Tor für den FC Chelsea im Spiel gegen Swansea City, das mit einem 1:1-Unentschieden endete. Vier Tage später erzielte er sein erstes Champions-League-Tor für den FC Chelsea gegen Schachtar Donezk. Moses wurde in der 79. Minute für Oscar eingewechselt und köpfte wenige Sekunden vor Schluss eine Ecke von Juan Mata zum 3:2-Sieg ein. Am 5. Januar 2013 erzielte Moses in der dritten Runde des FA Cups gegen den FC Southampton mit einem wuchtigen Schuss ins untere Eck den ersten Treffer des Jahres, als der FC Chelsea einen 1:0-Rückstand aufholte und mit 1:5 gewinnen konnte.
Beim 3:1-Heimsieg gegen Rubin Kasan erzielte Moses sein erstes Europa-League-Tor für den FC Chelsea, und eine Woche später im Rückspiel sein zweites. Beim 1:2-Auswärtssieg gegen den FC Basel am 25. April setzte er seine gute Form im Wettbewerb fort und erzielte das erste Tor für seine Mannschaft. Er traf auch im Rückspiel gegen den FC Basel und gewann zu Hause 3:1, um sich die Teilnahme am Europa-League-Finale zu sichern. An diesem Finale kam Moses zwar nicht zum Einsatz, der FC Chelsea konnte aber am 15. Mai in Amsterdam mit 2:1 gegen Benfica Lissabon gewinnen.

##### Saison 2013/14
Am 2. September 2013 unterschrieb Moses für eine Saison auf Leihbasis beim FC Liverpool. Bei seinem Debüt am 16. September gegen Swansea City erzielte er ein Tor beim 2:2-Unentschieden. Am 25. Januar 2014 erzielte er das erste Tor beim 2:0-Sieg gegen den AFC Bournemouth in der vierten Runde des FA Cups. Aufgrund der guten Form von Raheem Sterling in der Saison 2013/14 kam Moses unter Brendan Rodgers nur selten zum Einsatz und bestritt 22 Spiele, von denen er nur neun Mal in der Startelf stand.

##### Saison 2014/15
Am 16. August 2014 wechselte Moses auf Leihbasis für eine Saison zu Stoke City. Sein Premier-League-Debüt für Stoke City gab er am 30. August beim 1:0-Auswärtssieg bei Manchester City. Beim 1:0-Sieg von Stoke City gegen Newcastle United am 29. September lieferte Moses die Vorlage für das einzige Tor von Peter Crouch und wurde für seine Leistung zum Man of the Match gewählt. Am 19. Oktober verwandelte Moses beim 2:1-Sieg gegen Swansea City einen Elfmeter, nachdem er von Àngel Rangel zu Fall gebracht worden war. Moses erzielte am 1. November beim 2:2-Unentschieden gegen West Ham United sein erstes Tor für Stoke City. Am 22. November zog er sich gegen Burnley eine Oberschenkelverletzung zu, die ihn acht Wochen außer Gefecht setzte. Am 17. Januar 2015 kehrte Moses gegen Leicester City in die Startformation zurück, und das Spiel endete mit einem 1:0-Sieg für Stoke City. Am 21. Februar schoss Moses in der 90. Minute einen Elfmeter zum 2:1-Sieg von Stoke gegen den Midlands-Rivalen Aston Villa im Villa Park. Auch beim 2:0-Sieg gegen den FC Everton am 4. März erzielte er ein Tor.
Nachdem André Schürrle dauerhaft und Mohamed Salah auf Leihbasis den Verein verlassen hatten, wurde bekannt, dass Chelsea-Trainer José Mourinho versuchte, Moses zur Saisonmitte aus Stoke City zurückzuholen, was der Flügelspieler jedoch ablehnte. Am 11. April zog sich Moses im Spiel gegen West Ham United eine Kniesehnenverletzung zu, die ihn für den Rest der Saison außer Gefecht setzte.

##### Saison 2015/16

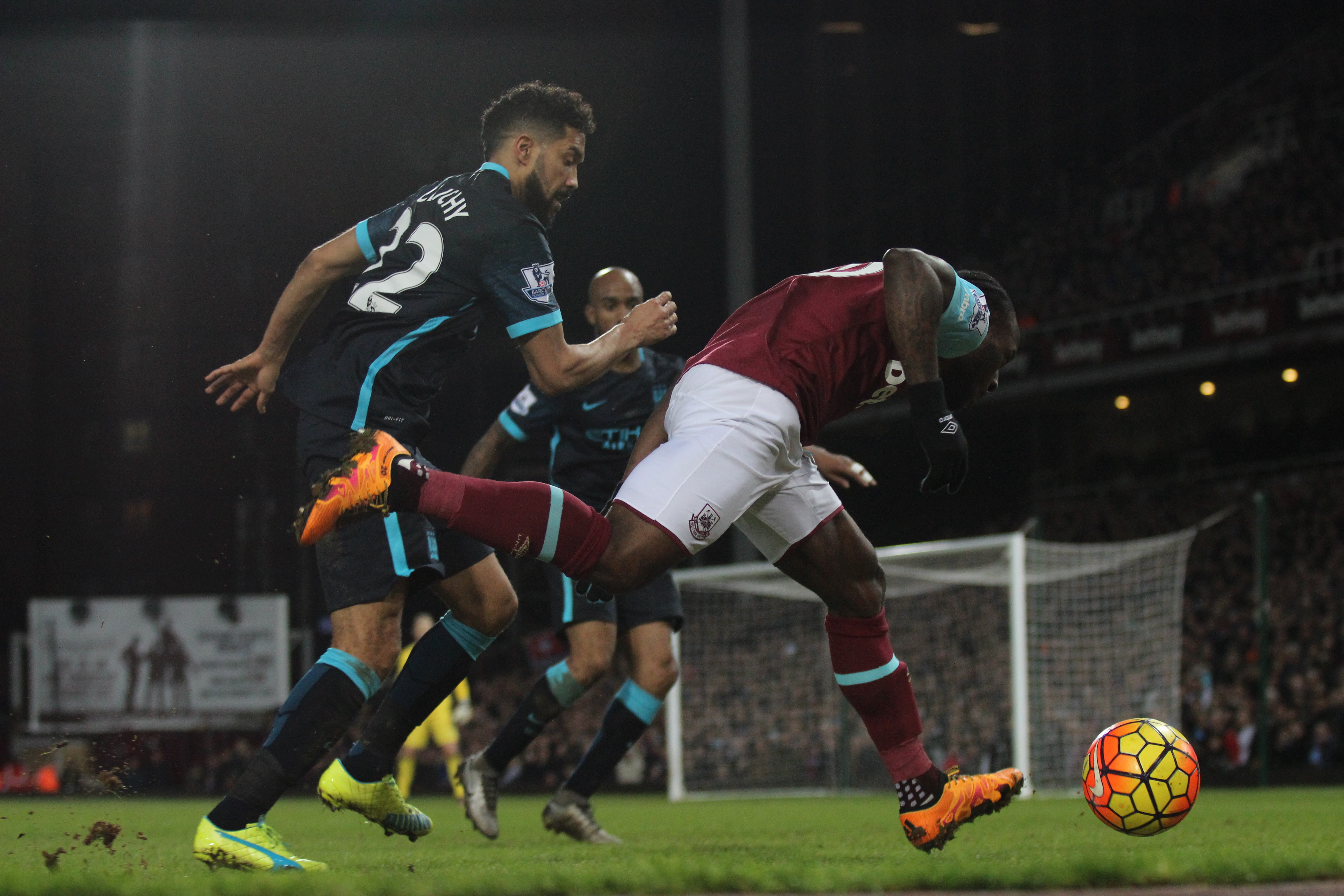
Moses während seiner Leihe an West Ham United gegen Manchester City (2006)

Nach einer erfolgreichen Saison auf Leihbasis bei Stoke City kehrte Moses zum FC Chelsea zurück und kam in allen vier Spielen der Vorsaison zum Einsatz, wobei er gegen Paris Saint-Germain ein Tor erzielte. Seinen ersten Pflichtspieleinsatz seit der Rückkehr hatte Moses am 2. August 2015 gegen den FC Arsenal im Rahmen des FA Community Shield, als er John Terry in der 82. Minute auswechselte. Das Spiel endete mit einer 0:1-Niederlage für den FC Chelsea. Auch im ersten Saisonspiel gegen Swansea City saß Moses auf der Bank, kam aber beim 2:2-Unentschieden nicht zum Einsatz.
Am 1. September 2015 wechselte Moses auf Leihbasis für eine Saison zu West Ham United. Vor seinem Wechsel zu unterzeichnete Moses einen neuen Vierjahresvertrag, der ihn bis 2019 an den FC Chelsea gebunden hat. Sein Debüt für West Ham United gab Moses am 14. September beim 2:0-Heimsieg gegen Newcastle United, wo er zum Man of the Match gewählt wurde. In seinem zweiten Spiel, am 19. September auswärts gegen Manchester City, erzielte Moses beim 1:2-Sieg sein einziges Tor für West Ham United. Am 5. Dezember zog sich Moses im Spiel gegen Manchester United eine Kniesehnenverletzung zu, die ihn bis Februar außer Gefecht setzte.
Im April wurde bekannt, dass der Leihvertrag auch eine Option für einen dauerhaften Wechsel am Ende der Saison enthielt, doch West Ham United entschied sich, diese Option nicht wahrzunehmen.

##### Saison 2016/17

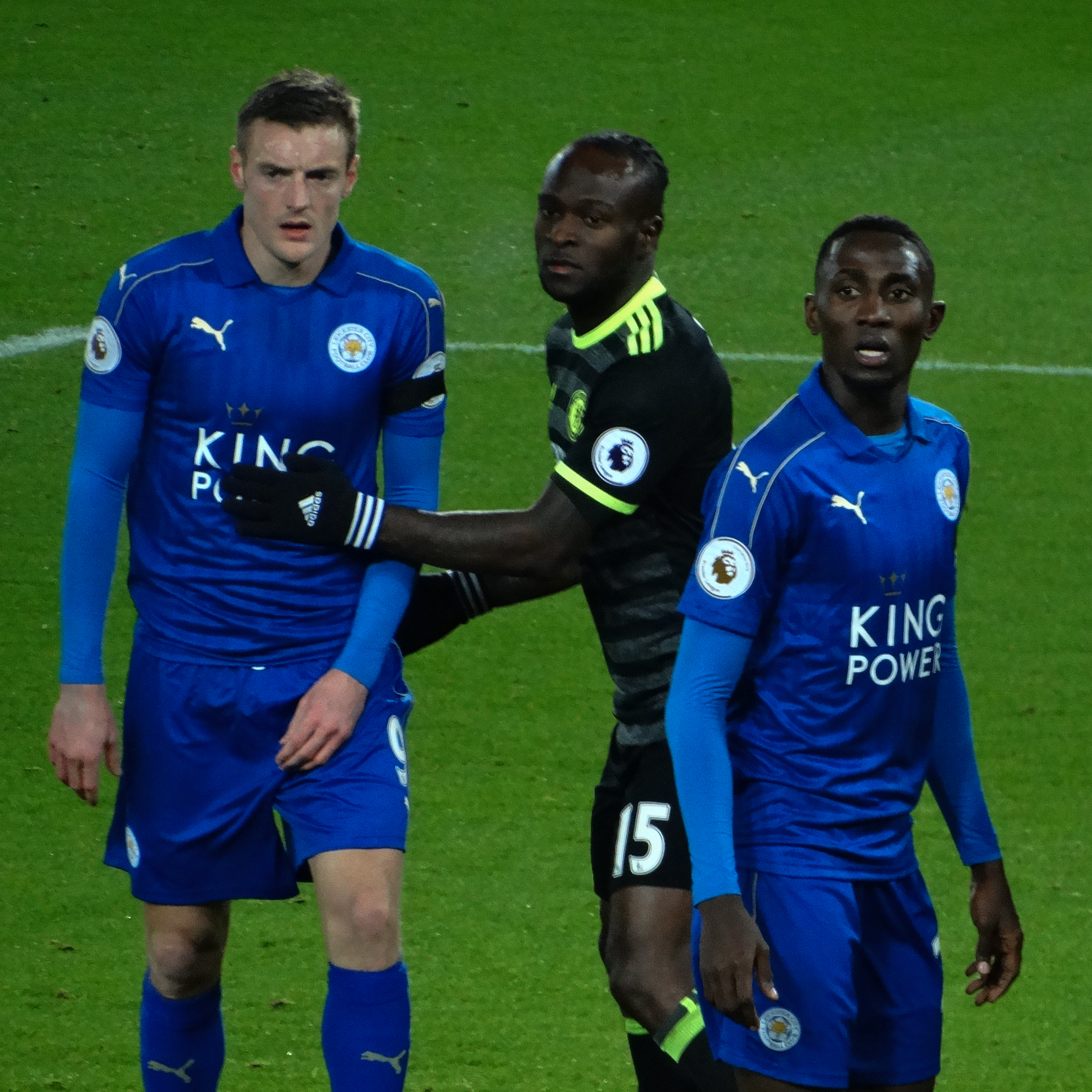
Moses (Mitte) und Wilfred Ndidi (rechts) beim FC Chelsea gegen Meister Leicester City (2017)

Nachdem er den neuen Trainer Antonio Conte in der Vorsaison beeindrucken konnte, wurde Moses wieder in den Kader der ersten Mannschaft aufgenommen. Am 15. August 2016 bestritt Moses sein erstes Ligaspiel für den FC Chelsea seit drei Jahren, als er beim 2:1-Sieg gegen West Ham United für Eden Hazard eingewechselt wurde. Am 23. August stand Moses in der zweiten Runde des EFL-Pokals gegen die Bristol Rovers beim 3:2-Sieg erstmals in der Startelf und erzielte sein erstes Tor seit seiner Rückkehr.
Nach zwei Niederlagen in der Liga stellte Conte im darauffolgenden Spiel gegen Hull City auf 3-4-3-Formation um, in der Moses als rechter Außenverteidiger spielte. Seine Leistung als Außenverteidiger verhalf den FC Chelsea zu einem 2:0-Sieg und brachte ihm auch die Auszeichnung Man of the Match ein. Am 15. Oktober 2016 erzielte Moses beim 3:0-Heimsieg gegen Leicester City sein zweites Saisontor in der Liga. Am 26. November 2016 erzielte Moses beim 2:1-Sieg gegen Tottenham Hotspur den Siegtreffer und wurde wiederum zum Man of the Match gewählt. In der Saison 2016/17 bestritt Moses 40 Spiele in allen Wettbewerben für den FC Chelsea und erzielte dabei vier Tore. Mit dem Gewinn des Premier-League-Titels wurde Moses zum nigerianischen Spieler mit den meisten Premier-League-Einsätzen für eine Mannschaft, die den Titel gewann. Moses sorgte während des FA-Cup-Finales 2017 gegen den FC Arsenal, das der FC Chelsea mit 1:2 verlor, für erhebliche Kontroversen. Nachdem er zuvor für ein Foul an Danny Welbeck verwarnt worden war, erhielt er eine zweite Verwarnung und damit die Rote Karte, nachdem er im Strafraum ein Foul vortäuschte. Er war der fünfte Spieler, der in einem FA-Cup-Finale des Feldes verwiesen wurde. Das Spiel fand fünf Tage nach dem Bombenanschlag in der Manchester Arena statt, bei dem 23 Menschen, zumeist Kinder, starben. Der FC Chelsea trug erst in der zweiten Halbzeit keine schwarzen Armbinden, in der zweiten aber. Dann nahm Moses beim Verlassen des Spielfelds seine Armbinde ab und warf sie auf den Boden, was in den sozialen Medien Empörung auslöste, da viele ihm vorwarfen, er zeige den Opfern keinen Respekt.

##### Saison 2017/18
Moses erzielte den Führungstreffer im FA Community Shield 2017, den der FC Chelsea im Elfmeterschießen gegen den Rivalen FC Arsenal wieder verlor.

##### Saison 2018/19
Im Januar 2019 unterzeichnete Moses einen achtzehnmonatigen Leihvertrag mit dem türkischen Verein Fenerbahçe Istanbul. Am 1. Februar 2019 erzielte Moses beim 2:0-Sieg gegen Göztepe Izmir sein erstes Saisontor für Fenerbahçe Istanbul.

##### Saison 2019/20
Nachdem der Vertrag bei Fenerbahçe Istanbul nicht verlängert worden war, unterschrieb Moses am 23. Januar 2020 bei Inter Mailand ein sechsmonatiges Leihgeschäft mit Kaufoption. Er war neben Ashley Young und Christian Eriksen einer von drei ehemaligen Premier-League-Spielern, die sich im Januar Inter Mailand anschlossen. Sein Vereinsdebüt gab er am 29. Januar, als er beim 2:1-Heimsieg im Viertelfinale des Coppa Italia gegen den AC Florenz in der zweiten Halbzeit für Antonio Candreva eingewechselt wurde. Sein Ligadebüt gab er wenige Tage später, am 2. Februar, als er beim 2:0-Sieg gegen Udinese Calcio auf der rechten Seite begann.

##### Saison 2020/21
Am 15. Oktober 2020 wechselte Moses auf Leihbasis mit Kaufoption zum russischen Erstligisten Spartak Moskau. Zwei Tage später, am 17. Oktober, gab er beim 3:2-Auswärtssieg gegen den FK Chimki sein Debüt auf der Bank. Am 24. Oktober stand er erstmals in der Startelf und erzielte beim 3:1-Auswärtssieg gegen den FK Krasnodar sein erstes Tor für Spartak Moskau. Am 16. Mai 2021 erzielte er im letzten Spiel der Saison 2020/21 in der russischen Premjer-Liga gegen den Achmat Grosny einen späten Ausgleichstreffer zum 2:2-Endstand. Der gewonnene Punkt sicherte Spartak Moskau den zweiten Platz und den Einzug in die Champions-League-Qualifikationsrunde.

#### Spartak Moskau
Am 2. Juli 2021 bestätigte der FC Chelsea, dass Moses dauerhaft zu Spartak Moskau wechselt und damit seine neunjährige Zugehörigkeit zum Verein beendet. Spartak Moskau gab am selben Tag bekannt, dass er einen Zweijahresvertrag unterschrieben hat. Am 10. Februar 2022 verlängerte Moses seinen Vertrag bei Spartak Moskau bis 2024. Moses gewann mit seinem Verein am 29. Mai den Russischen Fußballpokal durch einen 2:1-Sieg gegen den Rivalen FK Dynamo Moskau.

## Nationalmannschaft

### England

#### U-16- und U-17-Auswahl
Obwohl er ursprünglich aus Kaduna, Nigeria, stammt, entschied sich Moses zunächst für seine Wahlheimat England, wo er für die U-16-Mannschaft, mit der er 2005 den Victory Shield gewann, und die U-17-Auswahl spielte. Er nahm mit der Mannschaft an der U-17-Fußball-Europameisterschaft 2007 in Belgien teil und schoss drei Tore (darunter das einzige im Halbfinale gegen Frankreich), um die Mannschaft von John Peacock ins Finale zu bringen, wo sie sich nur knapp gegen Spanien geschlagen geben musste. Moses wurde am Ende Torschützenkönig des Wettbewerbs und erhielt dafür den Goldenen Schuh.
Im selben Sommer reiste die Mannschaft zur U-17-Fußball-Weltmeisterschaft 2007 nach Südkorea. Moses wurde mit drei Treffern in den Spielen der Gruppe B Torschützenkönig, verletzte sich jedoch beim Sieg gegen Brasilien und konnte nicht am Wettbewerb teilnehmen. Moses’ Mannschaftskameraden erreichten das Viertelfinale.

#### U-19-Auswahl
Im Anschluss an das Turnier wurde Moses in die U-18-Auswahl berufen. Nach seinen Torerfolgen in der ersten Mannschaft von Crystal Palace wurde er in die U-19-Auswahl berufen, ohne jedoch genügend Einsätze in der U-18-Auswahl gehabt zu haben, um ein Länderspiel zu absolvieren. Er nahm mit der U-19-Auswahl an der U-19-Fußball-Europameisterschaft 2008 in Tschechien teil, wo er zwei Spiele bestritt und einen Assist beisteuerte. Als Trainer Stuart Pearce ihn brüskierte, wurde spekuliert, dass Moses zurückkehren würde, um für Nigeria bei der Fußball-Weltmeisterschaft 2010 zu spielen – dazu kam es jedoch nicht.

#### U-21-Nationalmannschaft
Moses wurde zu Beginn der Saison 2010/11 in die U-21-Auswahl berufen und gab beim 2:0-Sieg gegen Usbekistan sein Debüt.

#### Nigeria

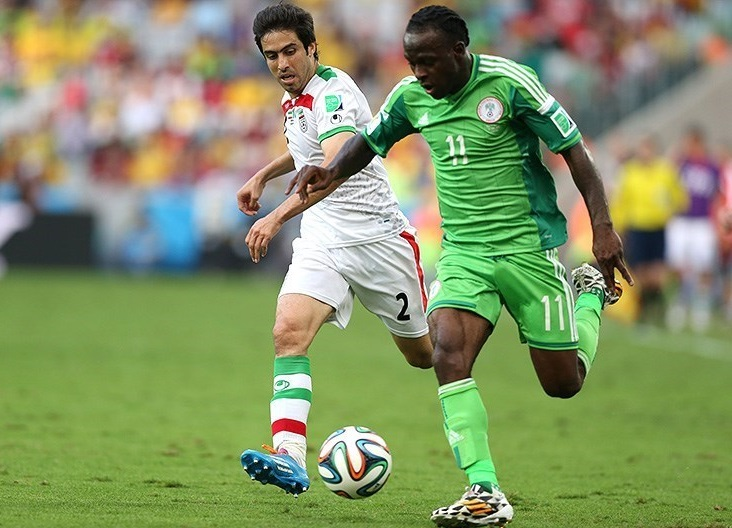
Moses bei der Fußball-Weltmeisterschaft 2014 für Nigeria gegen den Iran

Victor Moses sollte im Februar 2011 für Nigeria gegen Guatemala spielen, doch das Freundschaftsspiel wurde abgesagt. Im März 2011 wurde er für die Spiele gegen Äthiopien und Kenia einberufen. Er konnte jedoch nicht an diesen Spielen teilnehmen, da sein Antrag auf Wechsel der Nationalität bei der FIFA nicht rechtzeitig eingegangen war. Am 1. November 2011 wurde bekannt gegeben, dass die FIFA sowohl Moses als auch Shola Ameobi für Nigeria zugelassen hat. Moses wurde in den 23-köpfigen Kader Nigerias für den Afrika-Cup 2013 berufen und verwandelte im letzten Gruppenspiel gegen Äthiopien, das Nigeria gewinnen musste, um weiterzukommen, zwei Strafstöße. Für den zweiten Elfmeter wurde der äthiopische Torhüter Sisay Bancha zum zweiten Mal verwarnt und des Feldes verwiesen. Äthiopien hatte bereits alle drei Auswechselspieler eingesetzt, das Spiel endete 2:0 für Nigeria. Die Mannschaft gewann das Turnier und holte damit seinen dritten Titel. Moses stand im Finale in der Startelf und spielte die gesamte Partie durch.
Moses wurde in den nigerianischen Kader für die Fußball-Weltmeisterschaft 2014 berufen und stand im ersten Gruppenspiel und im Achtelfinale gegen Frankreich, das mit 0:2 verloren ging, in der Startelf.
Als Gernot Rohr im August 2016 das Amt des nigerianischen Nationaltrainers übernahm, kam Moses regelmäßig in den Qualifikationsspielen für die FIFA 2018 zum Einsatz. Im November 2016 erzielte Moses im Qualifikationsspiel gegen Algerien zwei Tore für Nigeria und verhalf dem Land zu einem 3:1-Sieg.
Im Mai 2018 wurde er in den vorläufigen 30-Mann-Kader Nigerias für die Fußball-Weltmeisterschaft 2018 in Russland berufen, wo er gegen Argentinien den entscheidenden Ausgleich erzielen konnte, das Spiel aber in den letzten Minuten verlor, so dass Argentinien weiterkam und Nigeria ausschied. Nach dem Turnier gab Moses am 15. August bekannt, dass er nicht mehr für Nigeria im internationalen Fußball spielt.

## Erfolge
- 1× U-17-Fußball-Europameisterschaft 2007: Finalist
- 1× U-17-Fußball-Europameisterschaft 2007: Torschützenkönig
- 1× Football League: „Young Player of the Month“ (Dezember 2009)
- 1× Afrikameister: 2013
- 2× Europa-League-Sieger: 2013, 2019
- 1× Englischer Meister: 2017
- 1× Englischer Pokalsieger: 2018
- 1× Russischer Pokalsieger: 2022